# 汗干町
汗干町（あせびちょう）は、愛知県瀬戸市效範連区の町名。丁番を持たない単独町名である。

## 地理
- 瀬戸市西部に位置する[8]。西を孫田町、北を東横山町・西追分町、東を今池町、南を共栄通・北浦町・川端町と隣接している[8]。
- 瀬戸川に新共栄橋が架かる[8]。住宅と中小工場が混在する[8]。

### 河川
- 瀬戸川 ： 町の南端、共栄通・北浦町・川端町との町境付近を西流している。
- 孫田川（瀬戸川支流） ： 町の西端、孫田町との町境付近を南流している。

- 瀬戸川（汗干町・北浦町境）
- 孫田川（汗干町・孫田町境）

### 学区
市立小・中学校に通う場合、学区は以下の通りとなる。また、公立高等学校普通科に通う場合の学区は以下の通りとなる。
| 番・番地等 | 小学校             | 中学校             | 高等学校 |
| ---------- | ------------------ | ------------------ | -------- |
| 全域       | 瀬戸市立效範小学校 | 瀬戸市立南山中学校 | 尾張学区 |

## 歴史

### 沿革
- 1943年（昭和18年）8月9日 - 瀬戸市大字今字追分・孫田の各一部により、同市汗干町として成立[2]。

## 世帯数と人口
2024年（令和6年）1月1日現在の世帯数と人口は以下の通りである。
| 町丁   | 世帯数  | 人口  |
| ------ | ------- | ----- |
| 汗干町 | 223世帯 | 392人 |

### 人口の変遷
国勢調査による人口の推移。
| 1995年（平成7年）  | 623人 | [ 11 ] |  |
| 2000年（平成12年） | 592人 | [ 12 ] |  |
| 2005年（平成17年） | 541人 | [ 13 ] |  |
| 2010年（平成22年） | 427人 | [ 14 ] |  |
| 2015年（平成27年） | 411人 | [ 15 ] |  |
| 2020年（令和2年）  | 402人 | [ 16 ] |  |

### 世帯数の変遷
国勢調査による世帯数の推移。
| 1995年（平成7年）  | 237世帯 | [ 11 ] |  |
| 2000年（平成12年） | 227世帯 | [ 12 ] |  |
| 2005年（平成17年） | 222世帯 | [ 13 ] |  |
| 2010年（平成22年） | 199世帯 | [ 14 ] |  |
| 2015年（平成27年） | 203世帯 | [ 15 ] |  |
| 2020年（令和2年）  | 220世帯 | [ 16 ] |  |

## 交通

### 鉄道
町内に鉄道は走っていない。最寄り駅は名鉄瀬戸線新瀬戸駅、愛知環状鉄道・愛知環状鉄道線瀬戸市駅になる。

### バス
瀬戸市コミュニティバス「本地線」
- 陶生病院 - 瀬戸口駅 - 愛知医大 系統 ： 新共栄橋北バス停

- 新共栄橋北バス停

### 道路
町内に国道・県道は走っていない。

## 施設
- 自衛隊愛知地方協力本部瀬戸地域事務所[8] ： 瀬戸市・尾張旭市・長久手市・日進市・東郷町・豊明市を担当[17]。自衛官の募集業務や自衛隊の広報活動を行っている[17]。
- 瀬戸市消防団 效範分団 ： 2006年（平成18年）市道拡張工事に伴い、移転新築[18]。長根連区全域と效範連区全域を分団の区域としている[19]。
- とうふ屋 しろ ： 昔ながらの手作り豆腐店[20]。店内では豆腐の販売に加えて、数量限定でランチも提供[20]。
- 美食一心 ： 季節ごとの魚、野菜、きのこ等の食材を最大限に活かした料理を提供[21]。
- 三納屋 ： 先代から受け継いだ伝統の手法に、3代目の新しい感性を取り入れた和菓子を販売[22]。

- 自衛隊愛知地方協力本部瀬戸地域事務所
- 瀬戸市消防団 效範分団
- とうふ屋 しろ
- 美食一心
- 三納屋

## その他

### 日本郵便
- 郵便番号 : 489-0801[6]（集配局：瀬戸郵便局[23]）。